# 尼克伯克醫院
40°48′57″N 73°57′11″W / 40.815825°N 73.953000°W
尼克伯克醫院（英語：Knickerbocker Hospital）是一間已結束營業的醫院，舊址位於纽约哈莱姆区修道院大道與第131街。它在1862年建立，原名曼哈頓藥房。在1894年更名為J·胡德·萊特紀念醫院。在1913年再次更名為尼克伯克醫院。它在1979年結束營業。美國電視影集《紐約醫情》的靈感即源自尼克伯克醫院。

## 外部連結
- https://goo.gl/maps/eZ5Ad - Google地圖